# Семинаристские фамилии
Семинаристские фамилии (семинарские фамилии, фамилии церковного происхождения, искусственные фамилии русского духовенства) — русские «благозвучные» искусственные фамилии, которые с конца XVII века в духовных училищах, семинариях и академиях представители духовного сословия получали впервые или же взамен родных фамилий. Семинаристские фамилии сложились вне естественного исторического процесса, при котором личные имена постепенно трансформировались в наследственные фамилии.
Как указывает филолог Лев Успенский, «поповские» духовные фамилии потом перешли по наследству к немалой части разночинной интеллигенции и широко распространились по всей стране.
Относятся к группе фамилий русского духовенства (другая подгруппа в ней — по духовным званиям: Попов, Пономарев и проч.).

## История
С конца XVII века духовенство начинает долгую и упорную борьбу за право иметь фамилии «как у людей», то есть такие, которые приближали бы их к привилегированным сословиям, к дворянам. (Подробней см. Фамилии духовенства). В итоге духовенство, единственное из сословий Российской империи, получило привилегию свободной смены фамилии, и стало единственной социальной группой в России, сделавшей из введения в обиход искусственных фамилий систематическую практику.
Отчасти эта практика была связана с тем, что священники могли иметь неблагозвучные, неподобающие сану фамилии (например, Пьянков → Собриевский, от лат. «трезвый»); но гораздо чаще могли вовсе не иметь настоящих фамилий, поступая в училище с патронимическими фамилиями, то есть полуотчествами (Петров, Иванов). В 1-й половине XVIII века обилие учеников с одинаковыми патронимами затрудняло работу. Поначалу искусственные фамилии служили просто для фиксации личностей, но впоследствии создание таких фамилий стало повсеместной практикой, отличительной чертой сословия. Красивая и порой непонятная фамилия могла придать некую важность воспитанникам семинарии.
Количественно пропорция семинаристских фамилий у клира не была подавляющей: так, по данным В. В. Шереметевского, даже к 1830-м годам в некоторых епархиях «горнило» учебных заведений, с обязательным обзаведением фамилией, прошли из городского духовенства около половины, а в деревнях и селах — около четверти представителей. При этом сложные «красивые» фамилии бывали уникальными и могли встречаться у потомков одного-единственного студента. Основная масса фамилий, дававшихся в семинариях, была простой: как подсчитала Н. Маркова, среди выпускников Московской и Вифинской семинарий по данным Московской епархии, больше всего было Смирновых (около 5 %), далее в топ-10 (см.) входят Лебедев, Соколов, Виноградов, Цветков, Никольский, Орлов, Розанов, Покровский, Соловьев. В основном массиве студентов её выборки — 625 фамилии на 3032 человек. Причем, возвращаясь к разговору об уникальности, почти половина из этих фамилий (280) встречаются лишь единожды, а ещё 195 (522 человек) — 2-4 раза.
Только с середины XIX века практика награждения семинаристов фамилиями была практически упразднена. Имеющиеся (и вновь образованные) фамилии получили форму родовых, передающихся по наследству, то есть стали фамилиями в собственном смысле. В указе Синода от 18 ноября 1846 года было предписано, чтобы по общему правилу ученики сохраняли фамилии своих отцов. Это постановление было подтверждено указами от 31 декабря 1851 года и от 7 июля 1857 года.

## Образование фамилий
Часто новая фамилия получалась переводом русской фамилии на латынь — процесс латинизации начался на Украине в XVI—XVII веках, и, поскольку непосредственного соприкосновения культуры Московской Руси с польской не было, латинизированные фамилии в России объясняются почти всецело украинским влиянием. Искусственные фамилии типичны для великорусского духовенства, в то время как малорусские и белорусские священники, как правило, в семинарии сохраняли свою наследственную фамилию. Шереметевский считает, что перевод фамилий на латынь также делался по примеру немецких книжников 15-16 веков (Шварцерде → Меланхтон).

Зачастую русские искусственные фамилии были образованы с помощью суффикса «-ский/-цкий», возможно, под влиянием украинского (или польского) языка, с ориентацией на фамилии выходцев из Украины, выпускников бурсы, которые отличались в период сложения традиции бо́льшей образованностью и служили примером, и даже собственно преподавателями. Кроме того, этот суффикс позволял образовать фамилию практически от любого слова. В этих фамилиях зачастую ударение падает на предпоследний слог, как в польском языке. Подобные фамилии, искусственно образованные от географических терминов, могут совпадать с натуральными польскими и еврейскими фамилиями. 
«Отличительную черту духовных фамилий составляет необыкновенная громоздкость и вычурность», — В.В. Шереметевский.
Другая характерная черта — наличие фамилий с суффиксом «-ов», образованных от существительных, заканчивающихся на «-а» (в естественных фамилиях от этих слов характерно окончание на «-ин»): Бронзов, а не Бронзин; Наградов, а не Наградин. Географические фамилии образовывались для духовенства суффиксами «-цев»: Казанцев, Ростовцев, Суздальцев, Муромцев. Нередко они давались по родному приходу, но могли выглядеть латинизированными (например, Речменский).
Фамилии обычно получали при поступлении, а затем могли менять по решению руководства, причем даже несколько раз за время учёбы. Их давали и в качестве награды или наказания: Ландышев мог стать Крапивиным за плохой ответ в классе, фамилию мог поменять прямо на экзамене приезжий экзаменатор высокого духовного сана. Иногда фамилию меняли, когда ученик переходил из училища в семинарию: например, два брата, в училище носившие фамилии Грандов и Фортунатов, в Тамбовской семинарии ректором, который не любил латинских фамилий, были переименованы в Певницкого и Сладкопевцева.
Ученики могли подавать прошение о смене фамилии и желаемой, но их просьбы не обязательно удовлетворялись целиком — все зависело от воли руководства; также могло меняться правописание (Роев → Райев → Ройев), также ученики могли менять правописание своих фамилий «контрабандой» (Отскоченский → Аскоченский).
Братья из одной семьи могли носить совершенно разные фамилии, поступая в академии в разное время (например, шесть родных братьев с фамилиями: Миловидов, Петропавловский, Преображенский, Смирнов, Скородумов, Седунов; три брата — Крылов, Тумский и Веселоногов; пять сыновей о. Симона Лосева — Павел Фивейский, Александр Невский, Пётр Казанский и Михаил Боголюбский; у инспектора Солигаличского училища Скворцова один сын был Орлов, а другой Соколов).

### Способы образования
«По церквам, по цветам, по камням, по скотам, и яко восхощет Его Преосвященство» (семинаристская поговорка о способах создания фамилии).
Основными иностранными языками для генерации искусственных фамилий были два мертвых языка преподавания — греческий и латынь, также встречаются переводные на французский и немецкий.
Способы образования семинаристских фамилий делят на несколько групп в зависимости от исходного слова:
1. Посвящение родного храма или придела
  1. то есть по церквям, названным в честь святых или церковных праздников[4], почитаемых икон. Так, выходец из прихода церкви Успения Пресвятой Богородицы становился Успенским[3], села Всехсвятского — Всехсвятским. Фамилии от личных имен, например, Александровский от св. Александра могли быть образованы церкви, посвященной св. Александру, либо селу Александрово, где она стояла[11]. Несмотря на то, что традиционные русские фамилии образовываются только от мужских имён, семинаристские создавали и от женских имён — Варваринский, Екатеринский и тому подобные[15]. Бывали фамилии из сдвоенных имён святых — в честь тех, чьи праздники празднуются во один и тот же день либо же с церквями, названными в их честь: Борисоглебский, Петропавловский. Также — не от имен святых, а от их эпитетов: Ареопагитский, Златоустинский.
2. Географическое название:
  1. по родине ученика: село Белынь → Белинский; приход на реке Речма → Речменский
  2. от географического прозвища какого-нибудь святого: Иераполь → св. Папий Иерапольский → фамилия Иерапольский.
  3. в честь античных или библейских городов: Спарта → Спартанский (см. пункт 7)
3. Природный объект:
  1. чаще всего птицы (Лебедев, Орлов, Соколов)[9]
  2. от названий растений, красивых и сладких вещей (Розанов, Малинин)
  3. металлов и минералов[4], времён суток, сторон света, астрономических понятий и так далее.
4. Свойство, присущее или желаемое:
  1. Смирнов, Добров и т. п.
  2. «наградные фамилии» в зависимости от успехов в учёбе: Любомудров, Добромыслов (отличники); Ветринские (двоечники).
  3. от природных данных ученика: Альтовский (высокий человек либо с голосом альт), Бальбуциновский («заика»), Флавицкий (блондин), Шумов.
5. Должность (сан):
  1. по конкретному духовному сану (Попов, Владыкин)
  2. по особенностям должности (Голосов, Кондаков — для детей певчих; Кустодиев — для детей сторожей).
6. Имя отца или исходная фамилия
  1. По христианскому имени (патроним): Иванов, Глебов и проч.
  2. Преобразованием простонародной формы имени в официальную: Иванов → Иоаннов, Ларионов → Илларионов[4]. Некоторые фамилии на «-овский» могут быть образованы от обычных фамилий на «-ов» с целью придания благообразности: «Михайлов → Михайловский», либо ради обозначения признательности помещику, оплатившему учение: «Шереметьев → Шереметьевский»[11].
  3. Греческая или латинская калька с буквально переведённой фамилии или прозвища: Соловьёв → Аедоницкий, Бобров → Касторский[16].
  4. Известны случаи образования фамилии «по стипендии», в честь мецената (Гагаринский, Голицынский, Салтыковский[17]) или по титулу и званию мецената (Княжев, Графов, Сенаторский, Адмиралов[17]). Отучившиеся в семинарии на средства митрополита Платона получали двойную фамилию, например, Гиляровы-Платоновы[3]. К этой же группе относятся фамилии Меценатов, Протекторов, Клиентов, Клиентовский[18].
7. Красивое школьное словечко:
  1. из библейской, всемирной или отечественной истории, астрономии и прочих изучаемых предметов
  2. в честь античных городов, островов (Дельфийский, Троянский)
  3. по именам античных и более поздних учёных, поэтов, писателей и учёных, которые изучались в духовных училищах или были известны по другим источникам тем, кто давал фамилии[19] — как дань классической древности (Демосфенов, Гомеров)
  4. иногда даже — в честь древнегреческих и римских языческих богов (Дианин, Сатурнов, Изидин)

Н. Маркова, проанализировав 625 фамилий выпускников семинарий Московской епархии до середины XIX века, приводит следующую пропорцию образования фамилий:
| Тип                                              | Число фамилий | Носители    | Среднее число человек на 1 фамилию |
| ------------------------------------------------ | ------------- | ----------- | ---------------------------------- |
| Посвящение храма                                 | 37            | 440 человек | 11.9                               |
| География                                        | 107           | 374         | 3.5                                |
| Природный объект                                 | 95            | 839         | 8.8                                |
| Свойство (основная доля приходится на «Смирнов») | 82            | 593         | 7.2                                |
| Должность                                        | 12            | 101         | 8.4                                |
| Имя                                              | 43            | 119         | 4.6                                |
| Некалендарное имя (Некрасов, Третьяков и т. п.)  | 59            | 227         | 4.6                                |
| Школьное словечко                                | 48            | 139         | 2.9                                |
| Прочие                                           | 152           | 200         | 1.3                                |

Таким образом, сложные и поразительные семинаристские фамилии (от школьных словечек и латинских терминов) составляют лишь малую долю от фамилий, под которыми записывали студентов.
Николай Лесков в романе «Некуда» пишет, что фамилии в духовном сословии подразделяются на шесть категорий: «Первое, …фамилии по праздникам: Рождественский, Благовещенский, Богоявленский; второе, по высоким свойствам духа: Любомудров, Остромысленский; третье, по древним мужам: Демосфенов, Мильтиадский, Платонов; четвёртое, по латинским качествам: Сапиентов, Аморов; пятое, по помещикам: помещик села, положим, Говоров, дьячок сына назовет Говоровский; помещик будет Красин, ну дьячков сын Красинский… А то, шестое, уж по владычней милости: Мольеров, Рассинов, Мильтонов, Боссюэтов».

## Список семинаристских фамилий
| # А Б В Г Д Е Ё Ж З И К Л М Н О П Р С Т У Ф Х Ц Ч Ш Щ Э Ю Я |

### А
- Абрикосов — от фрукта[5].
- Авессаломов — от библ. Авессалома[20]
- Аврорин, Авроров — как дань классической древности, от богини Авроры[21][22]
- Агапитов — от др.-греч. ἀγαπητός («любимый»)[7], возможно от имени Агапит.
- Агнцов — от агнца, см. agnus dei[23]
- Агриколянский — от лат. agricola, перевод на латынь фамилии Сельский[7][24]
- Адвокатов — от лат. advoco («зову»), advocatus («призванный, званный»)[5]
- Адонисов — в честь бога Адониса[22][25]
- Адоратский — от лат. adoratus («уважаемый, чтимый»)[26]
- Аедоницкий, Аэдоницкий — от др.-греч. ἀηδών («соловей»), перевод фамилии Соловьёв[16]
- Азимов — одна из версий происхождения семинарская, от «азимин», по-гречески — пресная лепешка, используемая верующими. (Другие версии — от тюркского имени Азим или от корня «озимый»)[26]
- Аквилев — от лат. aquila («орёл»), перевод на латынь фамилии Орлов[24][27].
- Аквилонов — мифологическое, от ветра Аквилон
- Акустьев — от греческого «услышанный»[7]
- Акципетров — от лат. accipiter («ястреб»), перевод на латынь фамилии Ястребов[24][27]
- Александрийский — один из вариантов происхождения семинаристский, от египетского города Александрия[28]
- Александровский — может быть образована от св. Александра[29] или фамилии Александров[11]
- Алекторов — перевод на греческий фамилии Петухов[16][27]
- Алкидов — в честь Геракла[22].
- Альбертов — в честь св. Альберта Великого[19]
- Альбицкий, Альбов, Альбовский — от латинского albus («белый»), так могли перевести фамилию Белов или назвать белокурого, белёсого подростка[10].
- Алявдин, Алаудин, Алудин — от лат. alauda («жаворонок»), перевод на латынь фамилии Жаворонков[24][27]
- Альтовский, Альтов — от латинского altus («высокий»), давалась либо в связи с ростом, либо из-за голоса альта[26].
- Алякринский — от латинского alacer, род. падеж alacris («бодрый»)[26]
- Аметистов — от камня аметист[5].
- Аммосов[30] — облагораживание фамилии Амосов.
- Аморский — от греческого «несчастливый»[7][24], либо от бога Амура.
- Ампелогов, Ампилогов, Ампелонов, Ампелонский — от др.-греч. ἄμπελος 'виноград', переводы фамилии Виноградов.
- Амфитеатров[26]
- Анаксагоров — в честь философа Анаксагора[16][21].
- Ангелов, Ангельский[20] — от ангела, возможно, давалась мягкому, доброму, покладистому человеку[31].
- Андреевский — в честь апостола Андрея, либо церкви, посвящённой ему, либо от формы Андреево/Андреев фамилии или топонима[32]
- Анненский, Аннинский, Анненков — от святой Анны[32].
- Ансеров, Анцеров — от лат. anser («гусь»), перевод на латынь фамилии Гусев[27].
- Анчаров — от мифического дерева анчар[5].
- Аполлонов, Аполлонский — в честь бога Аполлона[22][25]
- Апостолов[33]
- Аргентов, Аргентовский — от лат. argentum («серебро»)[24]
- Ардов — от латинского «ардор» — жар, зной. В переносном значении: воодушевление, энтузиазм.[26]
- Аренов, Аренский — перевод фамилии Песков[24].
- Ареопагитский — в честь св. Дионисия Ареопагита[34].
- Аретинский — от др.-греч. ἐνάρετος «добродетельный»[7][24]
- Аристотелев — в честь Аристотеля[16][21].
- Аристов, Аристовский — от др.-греч. ἄριστος («самый лучший») или имени Арист. Ею могли наградить лучшего ученика[24].
- Арнольдов — в честь протестантского теолога Г. Арнольда[19]
- Артоболевский — от греческих слов «ἄρτον βάλλω» — бросаю, то есть опускаю (в красное вино) церковный хлебец, просфору. Эта процедура входила в ритуал причастия. Фамилия была особо излюблена в Пензенской епархии. Возможно, перевод фамилии Хлебников[16].
- Архангельский — в честь архангелов[20].
- Аскоченский — изменённая в семинарии для благозвучия фамилия Отскоченский (по селу Отскочное)[26]
- Астров — от др.-греч. ἄστρον («звезда»), связана с выражением «Per aspera ad astra» — «через тернии к звёздам», поощряющим учёбу[24].
- Асценсов — перевод фамилии Вознесенский[9].
- Афинский, Афинов, Афинин — от города Афины[16], от греческой богини Афины[21]; в честь апостола от 70-ти Кодрата Афинского либо другого с таким же прозвищем.
- Афонский — по греческой монастырской горе.
- Афродитин — в честь греческой богини Афродиты[22][25]

### Б
- Базилевский — от «базилевс» (царь), имени Василий[24]
- Бальбуциновский — от лат. balbus («заика»)[5][35]
- Баронов — в честь мецената с баронским титулом или церковного историка Цезаря Барония[17]
- Барсов — от барса[5].
- Басов, Басистый — могли дать человеку с соответствующим голосом[26]
- Бахусов — в честь бога Бахуса[22][25]
- Белинский, Белынский — от села Белынь Пензенской губернии[11][7]
- Беллерофонтов — в честь Беллерофонта[22].
- Белоградский — в честь св. Иоанна Белоградского[36]
- Белозерский — в честь св. Кирилла Белозерского[36]
- Беневоленский — перевод на латынь фамилий Благоволин, Доброхотов[7]. «Проявляющим добрую волю» иногда называли юношей, поступивших в семинарию по собственной воле, а не по настоянию родителей[24][37].
- Бенедиктов — от «Бенедикт», благословенный[24]
- Бенеманский — от лат. bona manus («хорошая рука»), вероятно, за правописание.
- Бенескриптов — перевод на латынь фамилии Доброписцев[7][24]
- Бенефактов[13]
- Благовещенский — в честь праздника Благовещение[4][34]
- Благовидов — из числа «благодатных» фамилий, которые получали ученики «тихого поведения и громких успехов», то есть отличившиеся в учёбе и смирении[38][23]
- Благоволин[24]
- Благонадежин — из числа «благодатных» фамилий, которые получали ученики «тихого поведения и громких успехов», то есть отличившиеся в учёбе и смирении[38]
- Благонравов — из числа «благодатных» фамилий, которые получали ученики «тихого поведения и громких успехов», то есть отличившиеся в учёбе и смирении[38][23]
- Благорассудов — из числа «благодатных» фамилий, которые получали ученики «тихого поведения и громких успехов», то есть отличившиеся в учёбе и смирении[38][23]
- Благосклонов — из числа «благодатных» фамилий, которые получали ученики «тихого поведения и громких успехов», то есть отличившиеся в учёбе и смирении[38][23]
- Бландицкий — от лат. blanditia («лесть»), перевод фамилии Лестев[7][24]
- Бланшев — от фр. blanche, перевод фамилий Беляев, Беляков[3]
- Богодухов — «божий дух».
- Боголепов — «красивый как бог», или от имени Боголеп (Феопрепий)[24]
- Боголюбский[3]
- Богородицкий[20]
- Богословский — в честь св. Иоанна Богослова[34]
- Богоявленский — в честь праздника Богоявление[34]
- Борзецовский[12]
- Борисоглебский — в честь свв. Бориса и Глеба[32][24]
- Бриллиантов[4][5]
- Бронзов[11] — от металла.
- Буяновский — фамилию давали семинаристам за плохое поведение.

### В
- Варваринский — в честь св. Варвары[15][32]
- Варнавский — в честь апостола Варнавы
- Введенский[3] — от праздника Введение во храм Пресвятой Богородицы[34]
- Великанов - для высоких учеников[39]
- Великов — возможно, семинаристская[23][40]
- Великосельский — в честь места Великое Село[11][41]
- Велосипедов — латинское словосочетание veloces pedes («быстрые ноги»)[42][5]
- Вельекотный[3]
- Велтистов, Вельтистов, Велтищев — от др.-греч. βέλτιστος (наилучший)[24][24]
- Венерин — в честь богини Венеры[25]
- Верзилов - для высоких учеников[39]
- Верекундов — от лат. verecundus («скромный»)[5][43]
- Вертоградский, Вертоградов — от старославянского «виноградный сад», христианский образ[23][44]
- Весельчаков[12]
- Ветринский — за ветреное отношение к учёбе[4], или по одной из стихий[45]
- Вианоров — «смелый, сильный»[7]
- Вигилянский — от лат. vigilans («бдительный»). Давалась ученикам старших классов, которым поручалось следить за поведением самых юных семинаристов[24].
- Викторовский — от фамилии Викторов[46]
- Виноградов, Виноградский — связана с символикой винограда и вина в христианстве как крови Христовой[5][26]
- Виргилиев — от поэта Виргилия[16]
- Вифлеемский — в честь Вифлеема[47]
- Владимирский — возможна в честь св. Владимира[48]
- Воздвиженский — в честь праздника Воздвижение Креста Господня[34]
- Вознесенский[3] — от праздника Вознесение Христово
- Воскресенский[3] — от праздника Воскресение Христово[4][34]
- Востоков — в честь стороны света[10][49]
- Восторгов
- Всехсвятский — в честь праздника День всех святых[34][24]
- Вторников — в честь дня недели[20][50]
- Высоков - для высоких учеников[39]
- Высокоостровский — в честь географического пункта Высокий Остров[11][51]
- Вышенский — в честь иконы Вышенская икона Божией матери (Вышенский Успенский монастырь)

### Г
- Галикарнакский — в честь Галикарнасского мавзолея[16][52]
- Гальбанский - от лат. galba ("толстопузый"), возможно, для толстого ученика[53]
- Геликонский — в честь мифического Геликона[16][52]
- Генерозов — по-латыни generosus «благородный, великодушный»[5][7]
- Георгиевский, Георгиев — от св. Георгия[54], облагораживание фамилии Егоров или Юрьев[32]
- Гераклидов — от мифических гераклидов[22][55], возможно — в честь ученого Гераклита[16].
- Гефсиманский — от евангельского Гефсиманского сада[20]
- Гибралтарский — географическая, от пролива Гибралтар.
- Гиацинтов — от цветка[5]
- Гидаспов — в честь реки Гидасп в Индии из истории Александра Македонского[24]
- Гиляровский, Гиляров — от лат. hilaris («веселый»)[3][5]
- Гиперборейский — в честь мифической Гипербореи[16][52]
- Глаголев, Глаголевский[23] — от названия буквы глаголь, её могли дать четвёртому в списке учеников, или сутулому человеку[56].
- Глориозов — по-латыни gloriosus «прославленный»[5][7]
- Глуарский, Глоарский[57] — от фр. gloire («слава»)[3]
- Глубоковский[23]
- Говоровский[11]
- Голгофский — от евангельской горы Голгофа[20].
- Голосов — возможно, сын певчего, хороший певец[2]
- Голубинский — от птицы голубь (христианские коннотации)[5]
- Гомеров, Омиров — в честь поэта Гомера[16][55]
- Горизонтов — могла быть дана ученику за его широкий кругозор (в народе горизонт — окоём, кругозор)[10][58].
- Гортов — от лат. hortus «сад», перевод фамилии Садовский[7][24]
- Грандов, Грандицкий, Грандилевский — лат. grandilis, рослый, важный[10], для высоких учеников[39]
- Грановский — м.б. от лат. «зерно»[24]
- Грацианский, Грацианов, Грацинский[12] — от лат. gratia («красота, благодать»), то есть «любезный»[5][24].
- Грессеров - от нем. groesser, для высоких учеников[39]
- Громогласов[23]
- Грузов - для толстых учеников[39]
- Гумилёв, Гумилевский, Гумилин — от лат. humilis («низкорослый, приземленный», либо же, как у католиков, «смиренный»[3]), известен случай, когда фамилию дали прямо на экзамене «за смирение и малый рост»[13]; перевод фамилий Смиренский, Смирнитский[7][24].

### Д
- Дамаскинский — в Иоанна Дамаскина[34]
- Дебольский — от села Деболы в Ярославской области[59]
- Делекторский — от латинского «делектус» — избранный или от латинского же «делектаре» — восхищать, радовать.[24]
- Дельфийский — в честь Дельф[26].
- Демокритов — в честь Демокрита[16]
- Демосфенов — в честь античного оратора Демосфена[22][60]
- Деплоранский — от латинского «безнадёжный»[35], вероятно, в связи с успеваемостью[5].
- Державин, Державинский — в честь Иконы Божией Матери «Державная» (под вопросом, икона обретена в XX веке)
- Десницкий, Десницын — «стоящий одесную (то есть по правую руку) от Бога»[23][24].
- Дианин, Дианов — в честь богини Дианы[22][26].
- Дидимов, Дыдымов — от греческого «близнец»[7], возможно, в честь богослова Дидима Слепого. Прозвище «Дидим» носил также апостол Фома.
- Дилакторский, Делекторский — от латинского delectus («избранный») или от латинского delectare («восхищать, радовать»)[61], вероятно, в связи с успеваемостью.
- Дилигенский — от латинского diligentia («прилежание») — фамилия хорошего ученика[24], либо же перевод на латынь семинаристской же фамилии Усердов[7][24].
- Диогенов — в честь Диогена[16].
- Дмитриевский — в честь святого Дмитрия[32]
- Добровольский — наградная фамилия[3][23], либо для поступивших добровольно, без нажима родителей[24].
- Добролюбов — наградная фамилия[23]
- Добромыслов — за прилежание в учёбе[4][23]
- Добронравов — за примерное поведение[24]
- Доброписцев[24]
- Добросердов
- Добросмыслов
- Доброхотов[24]
- Долгов - для высоких учеников[39]
- Достоевский — от иконы Божией Матери Достойно есть
- Дрольский — от французского drôle («забавник, шалопай»)[3]
- Духовской — в честь церквей Святого Духа[26]
- Духосошественский — в честь праздника Сошествие Святого Духа.

### Е
- Евклидов — в честь греческого ученого Евклида[16][62].
- Евпсихеев — от греч. «мягкосердечный»[7]
- Евфимов — облагораживание фамилии Ефимов[32]
- Езерский  — польская фамилия, под которую переделывали свою Озерские и Озеровы[26]
- Екатерининский — в честь св. Екатерины[15][32]
- Елевтерский — перевод на греч. фамилии Свободин[16].
- Елеонский — в честь Елеонской горы в Израиле[20][24]
- Елпидин, Елпидинский — перевод на греч. фамилии Надеждин[16].
- Еммауский — в честь евангельского чуда Христова в Эммауса[20].
- Ендимионов — в честь греческого Эндимиона[22].
- Ефанов — от имени Епифан либо же семинаристская от греч. «эуфанос» (блистательный)[24].

### Ж
- Жемчужников

### З
- Заветов[63]
- Закатов[24]
- Законов[24]
- Западов — в честь стороны света[10].
- Зарницкий[10]
- Звездинский[24] — возможно, от утвари звездица
- Зверев — возможно, семинаристская[5].
- Здравомыслов
- Зерцалов — от «зеркало»[7], ср. зерцало в иконописи — изображение прозрачной сферы в руках архангела, символ предначертания, предвидения, переданного архангелу Богом[23].
- Зефиров — от греческого божества ветра Зефир[10].
- Златовратский — от «златых врат» в храме[23]
- Златоумов[23] — наградная фамилия
- Златоустовский — в честь св. Иоанна Златоуста[34]
- Знаменский — в честь иконы Икона Божией Матери «Знамение»[34]
- Зодиев — от «зодиак»[24]
- Зонарский[12]
- Зорин — если вариант семинарский, то от слова «заря»[24]
- Зосимовский — в честь св. Зосимы[32]

### И
- Иерапольский — в честь св. Аверкия, Папия или Аполлинария Иерапольского[34]
- Иерихонов — от библ. города Иерихон[20]
- Извеков — от встречающегося в службах выражения «из века»[23].
- Изидин — от богини Изиды[22][64]
- Израилев — от библ. Израиля[20]
- Иконостасов[20]
- Илларионов — облагораживание фамилии Ларионов[32]
- Иллювцев, Иллювиев — от лат. illuvies («грязный»)[5][35]
- Иллюстров — от лат. «незаурядный, выдающийся»[5][7].
- Иловайский — от деревни Иловая[11]
- Ильинский — в честь св. Илии[32][65]
- Инцернов — от латинского слова, которое, скорей всего, надо переводить как «невнятно говорящий, бормотун»[24]
- Инцертов — от лат. incertus («ненадежный»)[5][66]
- Инфелицин — от лат. «несчастливый»
- Иоаннов — облагораживание фамилии Иванов[32]
- Иорданский — от реки Иордан[20].
- Исидоров — возможно, от богини Изиды, или «облагораживание» фамилии Сидоров (Исидор → Сидор)[7].
- Исполатов, Исполатовский — от греч. «исполать» (многая лета)[20]
- Исполинов - для высоких учеников[39]
- Иссахаров — от греч. «награждённый за труды»[7], также возможно от ветхозаветного Иссахара
- Источников — в честь водоемов[10].

### К
- Казанский[12] — в честь Казанской иконы Божьей матери
- Каллиопин — в честь музы Каллиопа[22]
- Канардов — перевод фамилии Уткин[9]
- Кандидов — от лат. candidus («чистый, незапятнанный, белый»)[5][7], возможно, перевод фамилии Белов.
- Кандорский
- Канорский — от лат. «благозвучный, мелодичный»[5][7]
- Капацинский — от лат. capax («способный»)[24], связана с успеваемостью[5].
- Каратыгин, Кратков - для низкорослых учеников[39]
- Кардовский, Кордовский — от лат. «кор» (род. падеж «кордис») — сердце[24]
- Карминов — от лат. carmina («званный», или «песня»)[5][67]
- Каронин, Коронин — от греч. κορωνη («ворон»), перевод фамилии Воронин[16][68]
- Кастальский[3] — от античного кастальского ключа[16].
- Касторский, Касторацкий[12] — «castor» по-латыни — бобр, вероятно, перевод фамилии Бобров[3][24].
- Кастулов — перевод фамилии Чистов[69]
- Катанский — в честь св. Льва Катанского[34]
- Катонов — в честь античного Катона[22][60]
- Квиетинский — от quietis («тихий»)[5].
- Кедрин, Кедров — в честь византийского историка Георгия Кедрина, жившего в XI—XII веках, либо от почитаемого в Библии дерева ливанский кедр. (Также сибирская фамилия, где растет сибирский кедр (сосна сибирская)[5][26].)
- Кедроливанский — от почитаемого в Библии дерева ливанский кедр.
- Кенарский — от птицы канарейка[5]
- Кесарев[26]
- Кипарисов — в честь дерева кипарис (библейские коннотации)[5]
- Кипридин — в честь богини Афродиты Киприды[22][25]
- Кифин — по святому[30]
- Клементьевский — от святого Клемента.
- Клиентов, Клиентовский — в честь мецената, спонсора стипендии[18]
- Клиров, Клириков, Клериков[70]
- Ключевский — от родника[10]
- Ковчегов[63]
- Колесницын[23]
- Колоколов, Колокольников — такие фамилии часто получали в духовных училищах и семинариях дети низших церковных служителей — дьячков и пономарей[26].
- Колоссовский - от мифологического Колосса,  для высоких учеников[39]
- Кондаков[20] — от кондак (краткая церковная песнь). Фамилию присваивали детям дьячков и пономарей — низших церковных служителей, певших в церквах кондаки[26]. (Также тюркская).
- Конкордин — от concordia («гармония»)[5].
- Консидентов
- Константиновский — как вариант, от св. Константина[32][71]
- Копронимов — по византийскому императору Константин Копроним[72]
- Кораллов[10]
- Коридалин — перевод на греческий фамилии Жаворонков[73]
- Коринфский[3] — в честь греческого города Коринфа; как вариант — в честь мучеников Коринфских[34], св. Виктора Коринфского или Кодрата Коринфского.
- Косминский — от св. Косьмы[32]
- Крапивин — в частности, за ветреное отношение к учёбе. Был описан случай, когда ставшему лениться семинаристу в назидание сменили фамилию на Крапивин, в честь растения, которым его пытались наставить на путь истинный[4].
- Красновский[24]
- Красногорский — от названия населённого пункта, откуда был родом семинарист — Красная Горка.
- Краснопольский — от названия населённого пункта, откуда был родом семинарист — Красное Поле[11][74].
- Крассов - для толстых учеников[39]
- Кратиров — от названия кратира, богослужебного сосуда
- Крестинский, Крестов, Крестовоздвиженский — в честь Животворящего Креста, праздника Воздвижение Креста Господня[20][75]
- Криницкий — от слова «родник»[10].
- Кристаллевский[10]
- Крупнов - для высоких учеников[39]
- Кузьмодемьянский, Козьмодемьянский, Космодемьянский, Космодамьянский, Косминский — от святых Косьмы и Дамиана (реже от города Козьмодемьянск)[32][26]
- Купидонов — в честь бога Купидона[22][25]
- Кустодиев — от латинского «кустос» (род. падеж «кустодис»), то есть «сторож». Такую фамилию могли дать сыну церковного сторожа[26], перевод фамилии Сторожев, Ключарев[24].

### Л
- Лавровский — от св. Лавра, Лаврентия[32][7] или от растения лавр.
- Лаговский — перевод на греческий фамилии Зайцев[16].
- Лазурский — от «лазурь»[23]
- Лакедемонский — в честь греческого Лакедемона[16][52]
- Ламанский — от реки Ламань[11]
- Лампадов — от греческого «светильник»[7], ср. также образ Христа как лампады (Притча о десяти девах)
- Ландышев — от цветка[5]
- Лебединский — возможно, семинаристская фамилия[5][26]
- Левитов, Левицкий — в честь библейских священников-левитов (также еврейская фамилия)[26].
- Левкоев — от цветка левкой[5]
- Лекторский — перевод фамилии Чтецов (низший клир)[63]
- Лентулов — в честь римского сенатора Публий Лентула, ставшего одним из первых христиан[26]
- Лентовский — «лентус» по-латыни «медлительный», награждались ею, видимо, ученики семинарии, не отличавшиеся быстротой и проворством[26].
- Леонардов
- Лепорский — перевод на латынь фамилии Зайцев[16].
- Лесбийский — в честь о. Лесбос[26].
- Лестев[24]
- Либеров — перевод на латынь фамилии Свободин[16].
- Ливанов[20], Ливанский — от церковнославянского «ливан» — ладан, либо от страны Ливан, где рос кедр ливанский, из которого добывалась ароматическая смола, употребляемая в богослужениях. (Или от имен Ливаний, Селиван).
- Лилеев, Лилеин — от цветка лилия[5]
- Липеровский — от латинского «печальный»
- Лофицкий — перевод на греческий фамилии Холмский[16].
- Львов — популярная мирская фамилия, давалась и в честь символа евангелиста Марка — льва[5].
- Любомудров — за прилежание в учёбе[4], калька со слова «философия»[23]
- Люминарский — от лат. глагола «люминарэ» — освещать, нести свет.[26]
- Люстрицкий — от латинского «lustrо» — святить, освящать, очищать
- Люцернов — перевод фамилии Светлов[24].
- Ляборинский — от лат. labor («работа»), то есть «трудолюбивый»[5][7]
- Лявданский, Лауданский — от laudans («восхваляющий»), перевод на латынь фамилии Славинский[26][24]
- Ляпидевский — от латинского «lapis» (камень), то есть «твердый в вере, как камень».[26]
- Любинский
- Ляпкин

### М
- Магдалинский — от св. Марии Магдалины[4][34]
- Магницкий, Магнусов — от лат. magnus («большой»), для высоких учеников[26], перевод на латынь фамилии Великов[16].
- Майоров, Майорский — от лат. major («большой»), от воинского звания[10].
- Маккавеев, Маккавейский — от св. Семь святых мучеников Маккавеев[20][26]
- Македонский — в честь Македонии[16][52]
- Макросов - от греч., для высоких учеников[39]
- Малевинский — в честь св. Михаила Малеина[76]
- Малинин
- Малиновский
- Малов, Маловский - для низкорослых учеников[39]
- Мансветов — от лат. mansuetus («скромный, кроткий»)[77]
- Маргаритов — от церковнослав. жемчуг («маргарит»)[10].
- Мармариссов — перевод на греческий фамилии Мерцальский, от глагола «блестеть»[16].
- Марсов — в честь бога Марса[22].
- Мартиров — от лат. «мученик»[33]
- Мацеровский - для худого ученика[53]
- Мегалинский - от греч., для высоких учеников[39]
- Мегалов — перевод на греческий фамилии Великов[16].
- Медиоланский — в честь св. Амвросия Медиоланского[34]
- Мелетиев — облагораживание фамилии Мелентьев[32]
- Мелиоранский — от лат. melior («лучший»)[5][7]
- Мельхиседеков — от библ. Мельхиседека[20]
- Меморский — «памятливый»
- Ментов — перевод фамилий Рассудов, Умов[7]
- Месяцев[10]
- Метаниев — от греч. «коленопреклонение»[20]
- Мефодиев — облагораживание фамилии Нефедов[32]
- Меценатов — в честь спонсора стипендии[18]
- Мизонов - от греч., для высоких учеников[39]
- Миловидов[1] — говорящая фамилия, давалась за внешность.
- Мильтонов — в честь Мильтона[78]
- Миндалев — от дерева миндаль[5]
- Минеев, Минеин[79] — от минея[20]
- Минервин — в честь богини Минервы[22][25]
- Минорский — от лат. minor («меньшой»)[10]
- Мирницкий[3] — «мирный».
- Миролюбов[7] — наградная фамилия[23]
- Миртов — от дерева мирт[5].
- Митропольский[26]
- Михайловский[11] — в честь архангела Михаила или от фамилии «Михайлов».
- Модестов — от лат. modestus («скромный»), либо от личного имени Модест[5].
- Молебнов[63]
- Моригеровский — от лат. morigerus («послушный»)[5]
- Мудров[26]
- Музов — в честь мифологических муз[22].
- Мягков
- Мясищев - для толстых учеников[39]

### Н
- Наградов[11] — поощрительная фамилия
- Надеждинский — в честь св. Надежды (?)[15]
- Назаретский — в честь евангельского города Назарет[20]
- Нардов — от благовония нард[26]
- Нарциссов — от цветка, маловероятно — от мифического героя[5].
- Неаполитанский, Неаполитанов — в честь святого Максима Неаполитанского или Януария[34][80].
- Небосклонов[10][80]
- Невтеров — от лат. neuter («ни тот, ни другой»)[5]
- Невский — один из вариантов происхождения, в честь св. Александра Невского[81]
- Неофитов — от греческого имени Неофит(новообращенный)[7].
- Никифоровский — в честь св. Никифора или от фамилии Никифоров[11]
- Никольский, Николаевский[3] — в честь Николая (Николы) Чудотворца[32].
- Немвродов — от библ. царя Нимрода
- Нисский — в честь св. Григория Нисского[26].
- Новгородский — от города Новгород, по происхождению студента[11]
- Новицкий - от лат. «новый», фамилия новичков[26].
- Новочадов — от «новое чадо»[23].
- Нордов[80][14]
- Нумеров[80]

### О
- Обедиентов — от лат. obedient («послушный»)
- Облов - для толстых учеников[39]
- Обновленский — от «обновление»[23].
- Обнорский — в честь свв. Павла, Сильвестра или Дионисия Обнорских, из Павло-Обнорского монастыря на реке Обнора[34].
- Образский — от святого образа[20][82].
- Обтемперанский — от лат. obtemperans («послушный»)[5].
- Овидиев — в честь поэта Овидия[16][83].
- Озерецковский — по приходу в поселениях Озерецк, Озерецкое, Озерецкий.
- Озиридов — от бога Озириса[22][64]
- Октаев — для певчих[63]
- Оранский — в честь Оранского монастыря с известной оранской иконой Богоматери (Нижегородская область, деревня Оранки). Фамилию давали в Нижегородской епархии[26]
- Орданский — от Иорданский[26]
- Орловский — от птицы[5]. Орёл — символ Иоанна Богослова.
- Орнатский — от латинского причастия «орнатус» — украшенный (имелось в виду — добродетелью, заслугами)[26].
- Оров — от греческого «гора»[7]
- Орфанский — давалась сиротам[26]
- Орфеев — в честь мифического Орфея[16][83].
- Оссиев — облагораживание фамилии Осиев[30]
- Остроумов, Остромысленский[7] — наградная фамилия[23]
- Оссианов — в честь поэта Оссиана[83].

### П
- Павперов, Павпертов[57] — перевод на латынь фамилии Беднов[16].
- Павсикаиев — с греческого «отвращающий зло»[7]
- Павский — от птицы пава (павлин)[5]
- Палимпсестов — от палимпсеста.
- Паламонов, Палемонов — с греческого «придумщик»[7]
- Палладин, Палладов[57] — в честь Афины Паллады[22]
- Пальмин, Пальмов[11] — в честь дерева пальма (библейские коннотации)[5]
- Пантеровский — от пантеры[5], перевод на латынь фамилии Барсов[16].
- Парадизов — перевод фамилии Райский[24].
- Парвицкий, Парвов, Парвицкий, Парвулюсов — от лат. parvus («маленький»)[10], для низкорослых учеников[39]
- Паренсов — от латинского parens («послушный»)[5][84]
- Пардалицкий — перевод на греческий фамилии Барсов, от греч. «пантера, леопард»[16].
- Паригорьев — с греческого «утешитель»[7]
- Парийский — в честь свв. Феогена и Василия Парийских (то есть с о. Парос)[34][26]
- Парнасский, Парнассов — в честь горы Парнас[16][52].
- Пародов — с греческого «шествующий»[7]
- Пасикратов — с греческого «всемогущий, всесильный»[7]
- Певницкий[14]
- Пегасов — от коня Пегаса[16].
- Пенинский — перевод на греческий фамилии Беднов[16].
- Первозванский, Первозванцев — от св. апостола Андрея Первозванного[4][34]
- Персидский — от св. Вадима Персидского или Симеона Персидского[34].
- Песнопевцев — по занятию церковный певчий либо в честь царя Давида[23].
- Петровский — от свв. апостола Петра[32]
- Петропавловский — от свв. апостолов Петра и Павла[4][32]
- Пигмеев - для низкорослых учеников[39]
- Пингвицкий — от лат. pinguis («толстый»)[10]
- Пионов — с греческого «богатый»[7] либо от цветка пион.
- Пирамидов[85]
- Пирров — с греческого «рыжий»[7]
- Пистов — с греческого «верный»[7]
- Питовранов — в честь пророка Илии, которого «питали враны»[34]
- Плавтов — в честь Плавта[16].
- Победоносцев, Побединский — от св. Георгия Победоносца[34]
- Покорский
- Покровский, Покровов — от праздника Покров Богородицы[34][26]
- Полигнотов — с греческого «хорошо известный»[7][24]
- Полиентов — с греческого «похвальный, достохвальный»[7]
- Полихроньев — с греческого «долговечный»[7]
- Померанцев — от растения померанец[5].
- Порфиридов — облагораживание фамилии Порфирьев[30]
- Поседонов — от бога Посейдона[22][25]
- Поспелов — фамилией награждались великовозрастные ученики[26]
- Поцелуевский[23]
- Православлев — от «православие»[20]
- Предтеченский — в честь св. Иоанна Предтечи[34]
- Преображенский — от праздника Преображение Господне[4][34]
- Пресвитеров — перевод на греческий фамилии Попов[16].
- Преферансов — от лат. praeferens («предпочительный»)[5].
- Примеров[24]
- Приоров — от лат. «первейший»[26].
- Просдоков
- Промптов, Промтов, Промский — от латинского promptus («быстрый»)[3][5]
- Проскоков — с греческого «ожидающий»[7]
- Простосердов[23]
- Протекторов — в честь мецената, спонсора стипендии[18]
- Протов — с греческого «первый»[7][24]
- Протогенов — перевод на греческий фамилии Первенцев, от «первородный»[16].
- Протоклитов — от греческого «впервые названный», перевод фамилии Первозванский, в честь апостола Андрея[16][7].
- Проферансов, Преферансов — от латинского «предпочительный»[84]
- Процеров - от лат. procerus, для высоких учеников[39]
- Пульхеров, Пульхеритудинов, Пульхритудов — от лат. pulcher («красивый»), pulchritudo («красота»)[10]
- Пурикордов — перевод на латынь фамилии Чистосердов[7][24]
- Пустынский — от «пустынь»[20]
- Пятницкий[20] — от дня недели или св. Параскевы

### Р
- Радонежский — от св. Сергия[34]
- Равинский — от евр. «равви» — учитель[26].
- Райский, Раев — от «рай»[20]
- Рапидов — от латинского «быстрый, стремительный»[5][7]
- Рассудов, Разумов, Умов, Разумовский — присваивалась разумным, способным ученикам[24][26] (также — графский род от казака Розума).
- Ревокатов — от лат. revocatus («отозванный»)[5]
- Реморов — от лат. remorse («раскаяние»)
- Реформатский[26]
- Робустов, Робустовский[3] — от лат. robustus («крепкий»)[10]
- Родопианов — с греческого «с глазами, подобными розе»[7]
- Рождественский, Рожественский — от праздника Рождество Христово[34]
- Розов, Розанов[11] — от цветка роза[5]
- Ромулов — в честь мифического Ромула[22][55]
- Росляков, Ростов - для высоких учеников[39]
- Руберовский — перевод на латынь фамилии Красновский[7][24]
- Рустицкий — перевод на латынь фамилии Сельский[7][24]
- Румовский

### С
- Савваитов, Савваитский — от св. Иоанна Молчальника (Савваита) и Стефана Савваита[34]
- Саввинский — от св. Саввы[32][86]
- Савицкий — savis, svavis по-латыни означает «милый, любезный». В отдельных случаях простонародная фамилия Савин так переделывалась[26]
- Садовский[24]
- Самарянов — от библейского народа самаряне[20]
- Самосатский — от греч. города Самосаты и его уроженцев — святого Евсевия и сатирика Лукиана[72]
- Сатурнов — от бога Сатурна[22][25]
- Саулов, Саульский — от библ. царя Саула.
- Сацердотов, Сацердотский — перевод на латынь фамилии Попов[16].
- Световидов
- Светлосанов[70]
- Северов — от стороны света[10]
- Седунов[1]
- Сельский[24]
- Сенекин — в честь Сенеки[16].
- Сенектутин — перевод на латынь фамилии Старцев[7][24].
- Сенилин — аналогично Сенектутину[7][24].
- Сепаратов — от лат. separatus («отдельный»)[5][67]
- Серафимов — от серафима[20]
- Сергиевский — в честь св. Сергия[32]
- Серебрянский — от металла серебро[24]
- Сидонский — есть предположение, что в честь богини Изиды[7], но возможно, в честь библейского города Сидона.
- Синайский — от горы Синай
- Синцеров — от латинского sincerus («искренний, непритворный»)[5][7]
- Скипетров
- Скорбященский[3] — по иконе Божией Матери Всех скорбящих Радость
- Скородумов[1] — говорящая фамилия, давалась за ум.
- Скрижалин[63]
- Славинский[24]
- Славолюбов[23]
- Сладкопевцев[14]
- Слонов — от слона[26]
- Смарагдов — от др. изумруд[10].
- Смиренномудренский[23]
- Смирницкий, Смиренский[24]
- Смирнов[1] — одна из самых распространённых русских фамилий, присваивалась в том числе и в семинариях, за хороший характер.
- Смыслов[26]
- Смышляев
- Собриевский — от лат. sobrius («трезвый»)[5]
- Содомов — от библ. города Содом
- Соколовский — от фамилии Соколов[11]
- Соллертинский — от латинского sollers («искусный, умелый»)[5][26]
- Солнцев[10]
- Солидов - от лат., для толстых учеников[39]
- Солярский — перевод фамилии Солнцев[24].
- Сосипатров — с греческого «спасенный отцом»[7]
- Соссиев — с греческого «невредимый»[7]
- Софинский — от греч. «мудрость»[26]
- Софоклов — в честь Софокла[16].
- Софотеров — с греческого «мудрый»[7][24]
- Софроницкий — от фамилии Софронов, имени «Софрон» — «здравомыслящий, благоразумный»[26]
- Сошественский — в честь праздника Сошествие Святого Духа[34].
- Спартанский — в честь греческого города Спарта[16][52]
- Спасокукоцкий — из села Спас-Кукса[26]
- Спасский, Спасов — в честь святого Спаса[20], из села, названного в честь св. Спаса[26],
- Сперанский, Сперансов — «spero» по-латыни означает «надеюсь»; «sperans» — тот, кто надеется, или подающий надежды[3][5][26], перевод на латынь фамилии Надеждин[16].
- Сплендоров — от лат. «блеск, великолепие»[26].
- Суперанский — от лат. super («самый лучший, отличный»)[5][7]
- Сретенский[3] — от праздника Сретенье[34]
- Ставровский — перевод на греческий фамилии Крестовский[16].
- Старцев[24]
- Стеллецкий — от stella (лат. «звезда»), перевод фамилии Звездинский[7][24].
- Страментов — от латинского stramentum («солома»), перевод фамилии Соломин[26].
- Стратилатов — от св. Феодора Стратилата[34]
- Страхов[26]
- Струтинский — перевод на греч. фамилии Воробьев[16]
- Студитов, Студитский — от св. Феодора Студита[34]
- Субботин, Суботин[20] — несколько суббот в году были днями особого поминовения усопших. Также существовало языческое имя «Суббота».
- Сухопаров - для худого ученика[53]

### Т
- Тайнов[11] — от «тайна», возможно, в связи с понятием таинство.
- Талантов, Таланин, Таланкин — давалась талантливым ученикам, от слова «талан» — счастье[87].
- Талиев — в честь греческой музы Талии[22].
- Танаевский — от др.-греч. ταναός «длинный»[7][24]
- Танаисов — перевод на греч. фамилии Донской, от греческого названия р. Дон — Танаис[16].
- Тарахов, Тархов — от др.-греч. ταραχή («волнение»)[7]
- Тахистов — от др.-греч. ταχύς («быстрый»)[7][24]
- Тектонов — перевод на греческий фамилии Плотников[16].
- Тезавровский — от греч. («сокровище)»[26]
- Телемаков — от греческого Телемаха[22][60]
- Терпсихоров — в честь греческой музы Терпсихора[22].
- Типикин — от «типикон» — церковный устав, фамилия иногда давалась при поступлении в духовную семинарию сыновьям низших служителей церкви[26]
- Тихиков — от др.-греч. τύχη («удача»)[7], греческой богини Тихе
- Тихомиров, Тихомирнов — по качеству ученика, либо же от языческого имени Тихомир[23][7]
- Тихонравов[23][7]
- Толгский[11] — по местности Толга, где находятся Толгский монастырь и Толгская икона Божией Матери
- Толеров — от лат. tolero («я терплю»)[57]
- Тонитров — от лат. tonitrum («гром»), видимо, по громкому голосу[10].
- Тощев — для худого ученика[53]
- Транквилитатин[4], Транквилицкий[26] — лат. tranquillus («спокойный»)[5]
- Трезвинский — то есть «трезво мыслящий»[26].
- Тринитатин — перевод на лат. фамилии Троицкий[24].
- Триодин — такой фамилией иногда награждались поступавшие в духовную семинарию сыновья дьячков и пономарей — по атрибуту их отцов (триодь — сборник церковных песнопений, трёхпесенных канонов)[20][26].
- Трисмегистов — в честь греческого Гермеса Трисмегиста[22].
- Трифенин — от др.-греч. τρυφή («роскошь»)[7]
- Трихинский — от др.-греч. τρίχινος («волосатый»)[7][16]
- Троицкий — в честь праздника День Святой Троицы[34] и церквей
- Троянский — в честь греческого города Троя[16][52]
- Тринитатин, Тринитатов[57] — перевод на латынь фамилии Троицкий[7].
- Тропарев — от тропаря[26]
- Тропаревский — от прихода в селе Тропарево
- Туберозов, Туберовский — от лат. tuber («клубень»)[3], от цветка тубероза[5].
- Туторский — от лат. tutor («стражник»)[5]
- Тяжелов — для толстых учеников[39]

### У
- Уваров, Уварин, Увин, Уваркин — один из вариантов происхождения фамилии — от лат. uva («виноградная кисть»)[26]
- Улисов, Уллисов — в честь римского Улисса[22].
- Умов — возможно, от слова «ум», по способностям ученика[26]
- Ураниев — в честь греческой музы Урания[22], греч. «небо».
- Ураносов, Уранов[57] — в честь греческого бога Урана[22].
- Урбанский, Урбанов[3], Урбановский[12] — от лат. urbanus («городской»), вероятно, для учеников из горожан, перевод фамилии Городецкий[24].
- Усердов — поощрительная фамилия[24][88]
- Успенский — от праздника Успение Богоматери[3][34].

### Ф
- Фаворский — от фаворского света или лат. favor[20].
- Фальковский, Фальков — от лат. «сокол»[89].
- Фараонов — для плохого ученика, от отрицательного библейского персонажа.
- Фармаковский — от греч. «лекарство»[26]
- Фаресов[90] — в честь ветхозаветного Фареса.
- Фатигаров — от лат. fatigare («утомлять»)[57]
- Фауматургов — от греч. «чудотворец»[33]
- Фебов — в честь греческого Аполлона-Феба[22][25].
- Фелицын (Фелицин) — от лат. felicitas (состояние боговдохновенной продуктивности)
- Феноменов — от др.-греч. φαινόμενον скорей всего, связано с успеваемостью[91].
- Феокритов — в честь философа Феокрита[16].
- Фермов — от др.-греч. θερμός («тёплый»)[7]
- Фессалоницкий — от св. Григория Паламы[34]
- Фиалков, Фиалковский — от цветка фиалка[5].
- Фивейский — от св. Павла Фивейского[26]
- Фиделин — от лат. fidelis («преданный, верный»)[5][92]
- Филадельфов — от др.-греч. φιλάδελφος («братолюбивый»)[7]
- Филипповский — от св. Филиппа[93]
- Филологов — от др.-греч. φιλόλογος («словолюб»)[7]
- Филоматинский, Филомафитский, Филоматитский — от др.-греч. φιλομαθής («с охотой относящийся к учёбе, любящий учиться»)[16][7]
- Философов — от др.-греч. φιλόσοφος («любитель мудрости»)[7]
- Фиров — перевод на греч.фамилии Зверев[16].
- Флавицкий — от лат. flavus («золотисто-жёлтый, золотистый»), могла быть дана блондину[26].
- Флеровский — от лат. «цветок».
- Флоренский, Флоридов, Флоринский — перевод на латынь фамилии Цветков[7][24], или от римской богини Флоры[26]
- Флоровский — в честь св. Флора[32].
- Фойницкий — от греч. «финковая пальма»[26].
- Формозов — от лат. formosus («прекрасный»)[3][10]
- Фортунатов[14] — от лат."счастливый"
- Фотов — от греч. «светлый»[7]
- Фронтасьев — перевод на лат. фамилии Лобов[94]
- Фруентов — от греч. fruens («наслаждающийся, блаженствующий»)[5][92]
- Фусиков — от др.-греч. φυσικός («естествоиспытатель»)[7]

### Х
- Халколиванов — от «халколиван» — металл или сплав, упомянутый в «Откровении Иоанна Богослова», 1:12
- Харисогонов, Хрисогонов — от др.-греч. χρυσόγονος («златорожденный»)[7]
- Харитин, Харитов — от греч. «изящный, прелестный» (или от личного имени Харита, Харитина)[7]
- Херувимский — от херувима, возможно, давалась миловидному человеку.
- Храмичев, Храмов[20] — от слова «храм» (другой вариант — от «хромой» или уменьшительного имени Вахромей)[95].
- Хризолитский[3] — от камня хризолит (?), др.-греч. χρυσός («золото») + λίθος («камень»)

### Ц
- Царевский
- Цареградский,[26] Царегородцев — в честь Константинополя
- Цветаев, Цветов,  Цветков, Цветковский — напоминала о преуспевании[5]
- Целебровский — от лат. celeber («известный»)[96]
- Целиковский — возможно, в честь одного из 7 римских холмов под названием Целий[7], существует также имя Целик — уменьшительное от «Целестин» (лат. «небесный»)[26]
- Цельсов - от лат. celsus, для высоких учеников[39]
- Церерин — от римской богини Цереры[22].
- Церковницкий — для детей низших клириков[63]
- Циконицкий — от лат. ciconia («аист»), перевод фамилии Аистов[97]

### Ч
- Часовников — от книги часовник (часослов), фамилия давалась сыновьям дьячков и пономарей[26].
- Чернышевский — от фамилии Чернышев[11]
- Четвергов — возможно, от праздника Великий Четверг[20]
- Чиннов — от «чинный»[23]
- Чистосердов[24]
- Чудотворцев[33]

### Ш
- Шавельский — по городу Шавли[11].
- Шафрановский — от растения шафран[5].
- Шереметьевский — от фамилии Шереметьев[11]; известно также, что этой фамилией награждались сироты в Воспитательном доме, живущие на средства графов Шереметевых.
- Шумов — по характеру ученика

### Э
- Эвентов — от лат. eventus («успех») (по другой версии — еврейская фамилия, означающая «драгоценный камень»)[7].
- Эвергетов[98] — от др.-греч. εὐεργέτης («благодетель»).
- Эводов — по святому[30]
- Экземплярский, Экземпляров — от лат. exemplar («пример»), лат. перевод фамилии Примеров[7][24].
- Эксцельзов -   от лат. excelsus, для высоких учеников[39]
- Элахистов  - от греч.,  для низкорослых учеников[39]
- Элевтеров — от греч. «свобода»[98]
- Эллинский — в честь Эллады[16].
- Эсперов — перевод на лат. фамилии Надеждин[98]
- Эфиров — от греческого бога ветра Эфира[10].

### Ю
- Югов — от стороны света[10].
- Юницкий — от лат. «молодой»[26]
- Юнонин — от римской богини Юноны[22].
- Юпитеров — от римского бога Юпитера[22].
- Юстицкий — от лат. «закон»[24].

### Я
- Якиманский — от храмов свв. Иоакима и Анны[98].
- Янусов — от римского бога Януса[22][25]
- Яхонтов — от старославянского «яхонт» («рубин»)[99]; другая версия — от языческого личного имени Яхонт.

## Фамилии по чинам
- См. Фамилии духовенства: По духовным званиям